# Airplane Pt. 2
«Airplane Pt. 2» es una canción grabada por el grupo surcoreano BTS para su tercer álbum de estudio Love Yourself: Tear. El 7 de noviembre de 2018 se anunció que se publicaría una versión en japonés a través de Big Hit y Def Jam Japan como el noveno sencillo del grupo en Japón.

## Antecedentes y lanzamiento
Cuando Big Hit Entertainment publicó la lista de canciones de Love Yourself: Tear, confirmó que la canción «Airplane Pt. 2» es una continuación del tema «Airplane», del mixtape de J-Hope, Hope World. El líder del grupo, RM, comentó que cuando el CEO Bang Si-hyuk escuchó por primera vez la canción de J-Hope, esta sonaba como una de BTS, lo cual los inspiró a escribir una segunda parte.

## Composición
La canción está en la clave de C menor. Tiene 140 beats por minuto y una duración de 3:30 minutos. Es un tema inspirado en el Pop Latino, y una pista de R&B, con influencias de tropical con letras acerca de lo lejos que han llegado como grupo, al pasar de desear tener éxito a viajar alrededor del mundo y cantar su música.
Ali Tamposi, quien coescribió «Havana» de Camila Cabello, declaró que quería que «Airplane Pt. 2» tuviera una sensación similar a esta.

## Promoción
BTS promocionó la versión en coreano de la canción en varios programas de música en Corea del Sur, incluyendo Music Bank, Show! Music Core, Inkigayo, y M Countdown. Esta también fue interpretada en vivo en The Ellen DeGeneres Show el 25 de mayo, aunque solo fue publicada en línea.
El 1 de diciembre de 2018, BTS realizó una presentación de la canción en los Melon Music Awards de 2018 en Seúl y también el mismo mes en los Mnet Asian Music Awards en Hong Kong.

## Recepción
En general la canción recibió comentarios positivos. Para Pearl Shin de thirdcoastreview, «Airplane Pt. 2» tiene un sonido adictivo que es perfecto para los meses de verano. El popular sitio coreano de reseñas de álbumes, IZM, declaró que «Airplane Pt. 2» es moderna y llena de ritmo latino, mientras que Rolling Stone comentó que el tema rejuveneció el ostentoso «P.I.M.P.» de 50 Cent.
Crystal Bell, de MTV, mencionó que la canción en sí es pegadiza y actual, una analogía de ensueño para la vida de una estrella pop. Pero ver a BTS interpretar el tema en vivo es admirar a 7 idols en control absoluto de sus habilidades, donde cada movimiento sútil es parte de una historia más grande.
Sin embargo, Alexis Petridis fue un poco ambiguo respecto a su reseña al escribir que el tema sonaba como una canción regular de pop británico, con todos los elementos buenos y malos que esto implica.
Tras la publicación de la versión en coreano la canción vendió más de 10 000 copias en los Estados Unidos.

## Créditos y personal

### Versión en coreano
Los créditos están adaptados de las notas del CD Love Yourself: Tear.
- Pdogg- productor, teclado, sintetizador, arreglo vocal y de rap, edición digital, ingeniero de audio
- RM- productor
- Ali Tamposi- productor
- Liza Owen- productor
- Roman Campolo- productor
- "hitman" bang- productor, teclado
- Suga- productor
- J-Hope- productor
- Jungkook- coro
- ADORA- coro, ingeniera de audio
- Lee Taewook- guitarra
- Lee Jooyeong- bajo
- Slow Rabbit- arreglo vocal, ingeniero de audio
- Supreme Boi- arreglo de rap, ingeniero de audio
- Hiss noise- edición digital
- Jaycen Joshua- ingeniero de mezcla
- North Hollywood CA- ingeniero de mezcla

## Posicionamiento en listas
| Lista (2018)                              | Mejor posición |
| ----------------------------------------- | -------------- |
| Corea del Sur (K-pop Hot 100)             | 8              |
| Corea del Sur (Gaon Digital Chart)        | 37             |
| Estados Unidos (World Digital Song Sales) | 4              |
| Francia (SNEP)                            | 111            |
| Japón (Japan Hot 100)                     | 25             |
| Reino Unido (Independent Singles)         | 40             |

| Lista                 | Posición |
| --------------------- | -------- |
| Japón (Japan Hot 100) | 25       |

## Premios y reconocimientos
| Crítica/Publicación | Lista                   | Posición | Ref.   |
| ------------------- | ----------------------- | -------- | ------ |
| Spotify             | Lo mejor de 2018: K-Pop | 21       | [ 21 ] |